# Achthina ctenodes
Achthina ctenodes is een vlinder uit de familie van de Dudgeoneidae. De wetenschappelijke naam van de soort is voor het eerst gepubliceerd in 1916 door John Hartley Durrant.
De soort komt voor in Somalië.